# Abby Dalton
Pour les articles homonymes, voir Dalton.
Abby Dalton née le 15 août 1932 à Las Vegas, Nevada, et morte le 23 novembre 2020 à Los Angeles, est une actrice américaine. Elle est la mère de l'actrice Kathleen Kinmont.

## Filmographie
- 1957 : Carnival Rock de Roger Corman
- 1957 : Rock All Night de Roger Corman : Julie
- 1957 : Teenage Doll de Roger Corman
- 1957 : The Saga of the Viking Women and Their Voyage to the Waters of the Great Sea Serpent de Roger Corman : Desir
- 1958 : Le Desperado des plaines (Cole Younger, Gunfighter) de R. G. Springsteen : Lucy Antrim
- 1958 : Le Gang des filles (Girls on the Loose) : Agnes Clark
- 1958 : Stakeout on Dope Street (en) d'Irvin Kershner : Kathy
- 1958 : L'amour coûte cher (The High Cost of Loving) : Cora, Secretary
- 1966 : Les Fusils du Far West (The Plainsman) de David Lowell Rich : Calamity Jane
- 1969 : Anderson and Company (TV) : Augusta Anderson
- 1972 : Magic Carpet (TV) : Lucy Kane
- 1974 : Grandpa, Mom, Dad and Richie (TV)
- 1974 : The Life and Times of Captain Barney Miller (TV) : Elizabeth Miller
- 1975 : Adams of Eagle Lake (en) (série TV) : Margaret Kelly
- 1977 : A Whale of a Tale : Anne Fields
- 1989 : Roller Blade Warriors: Taken by Force : Mother Speed
- 1994 : CyberTracker (en) : Chief Olson
- 1973 : Les Feux de l'amour ("The Young and the Restless") (série TV) : Lydia Summers #1 (unknown episodes, 1995)
- 1999 : Buck and the Magic Bracelet : Ma Dalton
- 2008 : Prank : Mme Sweeney